# 戴嘉猷
戴嘉猷（?—?），字献之，号前峰。南直隸徽州府绩溪县人。明朝政治人物。

## 生平
寻甸知府戴祥之子。正德八年（1513年）癸酉科應天府鄉試第六十一名舉人，嘉靖五年（1526年）丙戌科三甲進士，任乌程县知县。广置义田，興建学舍。嘉靖十一年（1532年）十一月升任户科给事中，十五年奉命勘查都司刘永昌事，因丁父忧守制未行。服阕，復任原职，因谏阻明世宗南巡，遭廷杖，谪守桂林临桂县尉。后升为高州同知。